# Khagan
Khagan oder deutsch Chagan, auch Großkhan oder Großchan (alttürkisch 𐰴𐰍𐰣 kaɣan; mongolisch ᠬᠠᠭᠠᠨ Хаган/Хаан; chinesisch 可汗, Pinyin kèhán; kor. 가한, MR kahan; persisch und arabisch خاقان chaqan, DMG ḫāqān; alternative Schreibweisen Kagan, Kağan, Qagan, Qaghan), ist im Mongolischen und den Turksprachen ein Titel, der dem Kaisertitel entspricht und somit noch über dem eines Khans steht. Im modernen Mongolisch heißt der Titel Khaan, wobei der g-Laut kaum oder gar nicht mehr zu hören ist (d. h. ein sehr schwacher stimmloser velarer Frikativ), im modernen Türkisch ist der Laut des ğ des Wortes Kağan ebenfalls lautlos.
Mitunter wird der Titel Khan daher als eine Zusammenziehung und damit als phonetische Variante von Khagan angesehen. Es scheint sich aber um unterschiedliche, wenn auch von Fall zu Fall als austauschbar angesehene Titel zu handeln. Bei den Türken und ihren Nachfolgern begegnen beide Formen als austauschbar. Dagegen unterscheiden die Mongolen, so auch Die Geheime Geschichte der Mongolen, zwischen Khanen und Khaanen, wobei letzterer Titel Dschingis Khan und seinen Nachfahren vorbehalten ist. Doch nannte man auch offenbar Dschingis Khan zu Lebzeiten nur Khan, erst Ögedei ließ sich dann Khaan nennen. Postum wurde dann rückwirkend auch Dschingis Khan dann Khaan genannt.

## Ursprung des Titels
Zuerst wurde der Titel nach einer verbreiteten Meinung von den Herrschern der Rouran verwendet. Nach den Nachweisen der Forscher Edwin G. Pulleyblank, Gerhard Doerfer und Taskin hatten diese den Titel von den Xianbei entlehnt, auch wenn deren Herrscher diesen, ihnen allgemein bekannten Titel selbst nicht führten. Alexander Vovin führt den Titel auf eine frühe jenisseische Sprache zurück und in Nachfolge von Pulleyblank auf einen nur in chinesischer Form (護于 *Ga-Gā) überlieferten Titel der Xiongnu, deren Sprache Vovin als zu den jenisseischen Sprachen gehörend vermutet.
Das erste Mal nachweisbar ist die Verwendung des Titels bei einer Rede, als der Xianbei-Herrscher Murong Tuyuhun zwischen 283 und 289 vor seinem jüngeren Stiefbruder Murong Hui von der Halbinsel Liaodong zum Ordos-Plateau floh. Einer der Murong-Generäle mit dem Namen Yinalou nannte ihn kehan (可寒, später 可汗). Andern Quellen zufolge verwendete Tuyuhun den Titel, nachdem er sich am Qinghai-See angesiedelt hatte.
Auch die Awaren, die eine Nachfolge der Rouran zumindest behaupteten, kannten diesen Titel, als sie in der endenden Spätantike in den Balkanraum einfielen und im Donauraum ein Reich errichteten, das bis ins späte 8. Jahrhundert bestehen blieb, wenngleich es bereits im frühen 7. Jahrhundert erheblich an Macht einbüßte. Der Titel war auch den Europäern bekannt, er ist bei Paulus Diakonus in der Historia Langobardorum (Ende des 8. Jahrhunderts) als „cacanus“ belegt.

## Mongolische Khagane

„Činggis qaɣan“ (Dschingis Khan) geschrieben in mongolischer Schrift

Die mongolischen Khagane, aus denen die Yuan-Dynastie hervorging, waren:
- Dschingis
- Ögedei
- Güyük
- Möngke
- Kublai (nur teilweise anerkannt)

Obwohl das Mongolische Reich durch den Erbfolgekrieg 1260–1264 und den Tod Kublai Khans geteilt war, wurde der Titel Khagan von den Kaisern der Yuan-Dynastie (1271–1368) und den Nördlichen Yuan ebenfalls verwendet. Timur Khan (Regierungszeit 1294–1307) schloss mit den westlichen Khanaten Frieden und wurde 1303/1304 quasi zum Suzerän der mongolischen Welt, obwohl die Zeit ohne Konflikte unter den mongolischen Stämmen relativ kurz war.
Der letzte mongolische Khagan Ligdan von den Chahar, der die durch die Mandschu gegründete Qing-Dynastie bekämpfte, starb im Jahr 1634.

## Khagane der Turkvölker
Die Kök-Türken und ihre Nachfolger, aber auch andere Turkvölker wie die Oghusen (so der Oghusenherrscher Baz Khagan in den Orchoninschriften) verwendeten den Titel Khagan für ihre Führer. Bei den Chasaren lautete ein hoher militärischer Titel Khagan Bek. Ein Bedeutungs- oder Rangunterschied zum gleichfalls verwendeten Titel Khan ist nicht festzustellen.
Die Sultane des Osmanischen Reichs führten in ihrem Titel sowohl den Titel Han als auch die längere Form Hakan.
Der chinesische Kaiser Tang Taizong wurde nach dem Sieg der Tang-Dynastie über die Köktürken von einigen Turkvölkern Tian Kehan (himmlischer Kagan) genannt.

## Slawische Khagane
Anfang des 10. Jahrhunderts verwendeten laut dem arabischen Geographen Ahmad ibn Rustah die Prinzen der Ostslawen den Titel kagan (oder qaghan), wie er zwischen 903 und 913 niederschrieb. Diese Tradition bestand bis ins 11. Jahrhundert, wo der Metropolit von Russland Hilarion von Kiew den Großfürsten Wladimir I. (978–1015) und Jaroslaw den Weisen (1019–1054) den Titel kagan verlieh; außerdem nannte eine Inschrift an den Wänden der Kiewer St.-Sophia-Kathedrale den Sohn von Jaroslaw, Swjatoslaw II. (1073–1076), ebenfalls kagan.